# .me
.me — національний домен верхнього рівня для Чорногорії.

## Історія
Чорногорія проголосила незалежність республіки від об'єднаної держави Сербії і Чорногорії у червні 2006 року. Нова держава отримала дволітерний код «ME» у вересні 2006.
Через рік, у вересні 2007, ICANN надало уряду Чорногорії домен .me. Своєю чергою, уряд, врахувавши потенційний попит на домен, вирішив, що його можна використовувати на загальних засадах.
2012 року у зоні .me існувало понад 600 тис. доменних імен.

## Визначні домени
За правилами, ім'я .me має бути довжиною від 3 до 63 літер Однак, можливі винятки:
- Facebook (fb.me)
- Google Plus (g.me)
- GoDaddy (go.me)
- Telegram (t.me)
- Time magazine (ti.me)
- Visa Inc. (v.me)
- Вконтакті (vk.me)
- WordPress (wp.me)

## .cg.yu
До створення .me найбільш використовуваним чорногорським доменом був домен другого рівня .cg.yu в зоні .yu. Скорочення CG походить від «Crna Gora». Після того, як домен .yu перестав існувати, більшість сервісів та сайтів були переведені до .me. Адреси електронної пошти @cg.yu були замінені на @t-com.me.